# Села, Михаэль
Михаэ́ль (Майкл) Се́ла (ивр. מיכאל סלע‎, англ. Michael Sela; имя при рождении Мечи́слав Саломо́нович, пол. Mieczysław Salomonowicz; 2 марта 1924, Томашув-Мазовецки, Лодзинское воеводство — 27 мая 2022, Реховот, Центральный округ) — израильский учёный, специалист в области химической иммунологии. Труды в основном посвящены иммунологии, в том числе синтетическим антигенам. В 1987—1988 годах группа учёных, в которую входили в том числе Джозеф Шлессингер и Михаэль Села, проводила исследования, которые стали основой лекарства Цетуксимаб (Эрбитукс). Совместно с Рут Арнон и Дворой Тейтельбаум открыл препарат глатирамера ацетат (Copaxone), используемый в лечении рассеянного склероза.
Доктор философии (1954), профессор Института Вейцмана. Член АН Израиля (1971) и Папской академии наук (1975), иностранный член Национальной академии наук США (1976), Российской академии наук (1994), Американского философского общества (1995).

## Биография
Родился в Томашуве-Мазовецком (Польша), в 1935 году его семья переехала в Румынию и в 1941 году — в подмандатную Палестину.
Занимался в лаборатории Эфраима Качальского в Институте Вейцмана в Израиле. Степень доктора философии получил в Еврейском университете в 1954 году.
После получения докторской степени поступил в лабораторию К. Б. Анфинсена при Национальных институтах здравоохранения США, впоследствии Нобелевского лауреата.
В 1957 году возвратился в Институт Вейцмана, где в 1963—1975 гг. глава иммунологического департамента, в 1970—1971 гг. вице-президент учреждения и в 1970—1973 гг. декан биологического факультета, а в 1975—1985 гг. президент института, и в 1985—1994 гг. заместитель председателя совета управляющих института, именной профессор (W. Garfield Weston Professor) иммунологии.
Член НАН Франции и Германии, Румынии и Италии. Член Общества Макса Планка, Американской академии искусств и наук. Почётный член Скандинавского общества иммунологии (Scandinavian Society of Immunology) (1971).

## Награды и отличия
- 1959 — Премия Израиля (Natural Sciences)
- 1967 — Ротшильдовская премия (по химии)
- 1968 — Otto Warburg Medal[англ.]
- 1972 — Премия Эмиля фон Беринга[нем.]
- 1980 — Международная премия Гайрднера
- 1984 — France’s Institut de la Vie Prize
- 1986 — Командорский крест ордена «За заслуги перед Федеративной Республикой Германия»
- 1987 — Офицер ордена Почётного легиона
- 1995 — Медаль ЮНЕСКО имени Альберта Эйнштейна[9]
- 1996 — Медаль Гарнака (1990; Общество Макса Планка)
- 1997 — Artois-Baillet Latour Health Prize[англ.][10]
- 1998 — Премия Вольфа по медицине

Удостоился девяти почётных степеней (США, Мексики, Франции и Израиля).